# Zacualpan, Guerrero
Zacualpan är en ort i Mexiko.   Den ligger i kommunen Atoyac de Álvarez och delstaten Guerrero, i den södra delen av landet, 290 km söder om huvudstaden Mexico City. Zacualpan ligger 19 meter över havet och antalet invånare är 2 488.
Terrängen runt Zacualpan är platt åt sydväst, men åt nordost är den kuperad. Runt Zacualpan är det ganska glesbefolkat, med 26 invånare per kvadratkilometer. Närmaste större samhälle är Atoyac de Álvarez, 17,3 km nordväst om Zacualpan. I omgivningarna runt Zacualpan växer i huvudsak lövfällande lövskog.